# 卡尔·鲍曼
卡尔·亚诺维奇·鲍曼，（俄語：Карл Я́нович Ба́уман，1892年8月29日—1937年10月14日）拉脱维亚人，苏联政治人物。曾任俄共（布）库尔斯克省委执行书记，中央委员会组织副部长；联共（布）莫斯科省委书记、执行书记，莫斯科州委第一书记；联共（布）中央中亚局第一书记；联共（布）中央书记处书记，中央委员会科技部长、金融和贸易部长等职务。1937年被捕死于监狱酷刑。1955年平反恢复党籍。

## 生平
- 1892年8月29日出生于利沃尼亚省沃尔马区维尔肯教区莱姆扎莱村的一个农民家庭。早年丧父。
- 1907年-1908年2月，普斯科夫农业学校学习。1907年9月加入俄国社会民主工党（布）。
- 1908年2月-9月，被捕入狱。
- 1908年9月-1909年5月，他在母亲位于莱姆萨尔的农场工作。
- 1909年5月-1910年5月，在利沃尼亚省沃尔马市被捕入狱。
- 1910年5月-1911年2月，他在母亲位于莱姆萨尔的农场工作。
- 1911年2月-1912年4月，被捕入狱。
- 1912年8月-1913年5月，圣彼得堡准备大学考试。
- 1913年5月-1915年10月，基辅商业学院（现基辅国立经济大学）学习。
- 1915年10月-1916年6月，萨拉托夫商业学院学习。
- 1916年6月-1918年2月，基辅银行文员。期间参加基辅的十月革命。
- 1918年2月，乌克兰苏维埃社会主义共和国财政人民委员会银行国有化政委。
- 1918年8月-1919年2月，基辅银行工会董事会书记。
- 1919年2月-8月，基辅人民议会支行行长。
- 1919年9月-12月，苏俄财政人民委员会巡视员。
- 1920年1月-4月，库尔斯克省普特夫尔区公共教育局局长。
- 1920年4月-8月，库尔斯克省普特夫尔区长。
- 1920年8月-10月，库尔斯克省格赖沃龙区长。
- 1920年10月-11月，库尔斯克省工会主席。
- 1920年12月-1923年5月，俄共（布）库尔斯克省委执行书记。
- 1923年8月-1924年8月，俄共（布）中央组织部副部长。
- 1924年8月-1928年2月，联共（布）莫斯科省委组织部长。
- 1928年2月-10月，联共（布）中央委员会农村工作部长。
- 1928年11月-1929年4月，联共（布）莫斯科省委第二书记。
- 1929年4月-1932年4月，联共（布）中央书记处书记。期间，1929年4月-9月，联共（布）中央工业省、莫斯科省委组织部长；联共（布）莫斯科省委第一书记。1929年8月-1930年4月，联共（布）莫斯科州委第一书记。
- 1930年10月-1934年8月，联共（布）中央中亚局第一书记。
- 1934年5月-1937年4月，联共（布）中央科技发明部、金融和贸易部长。
- 1937年10月12日被捕，开除党籍。
- 1937年10月14日在莫斯科列福托尔沃监狱死亡，时年45岁。
- 1955年7月15日和1989年6月23日平反。1955年8月19日恢复党籍。

鲍曼是俄共（布）10-13大、联共（布）14-17大代表，第14-17次代表会议代表；第14-17届中央委员，第15届中央中央政治局委员、中央书记处书记，第15-16届中央组织委员。